# Vorgelege
Ein Vorgelege ist

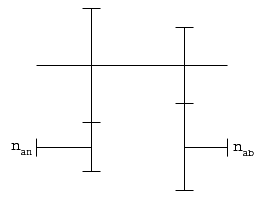
Zweistufiges Zahnradgetriebe mit Vorgelegewelle (oben)

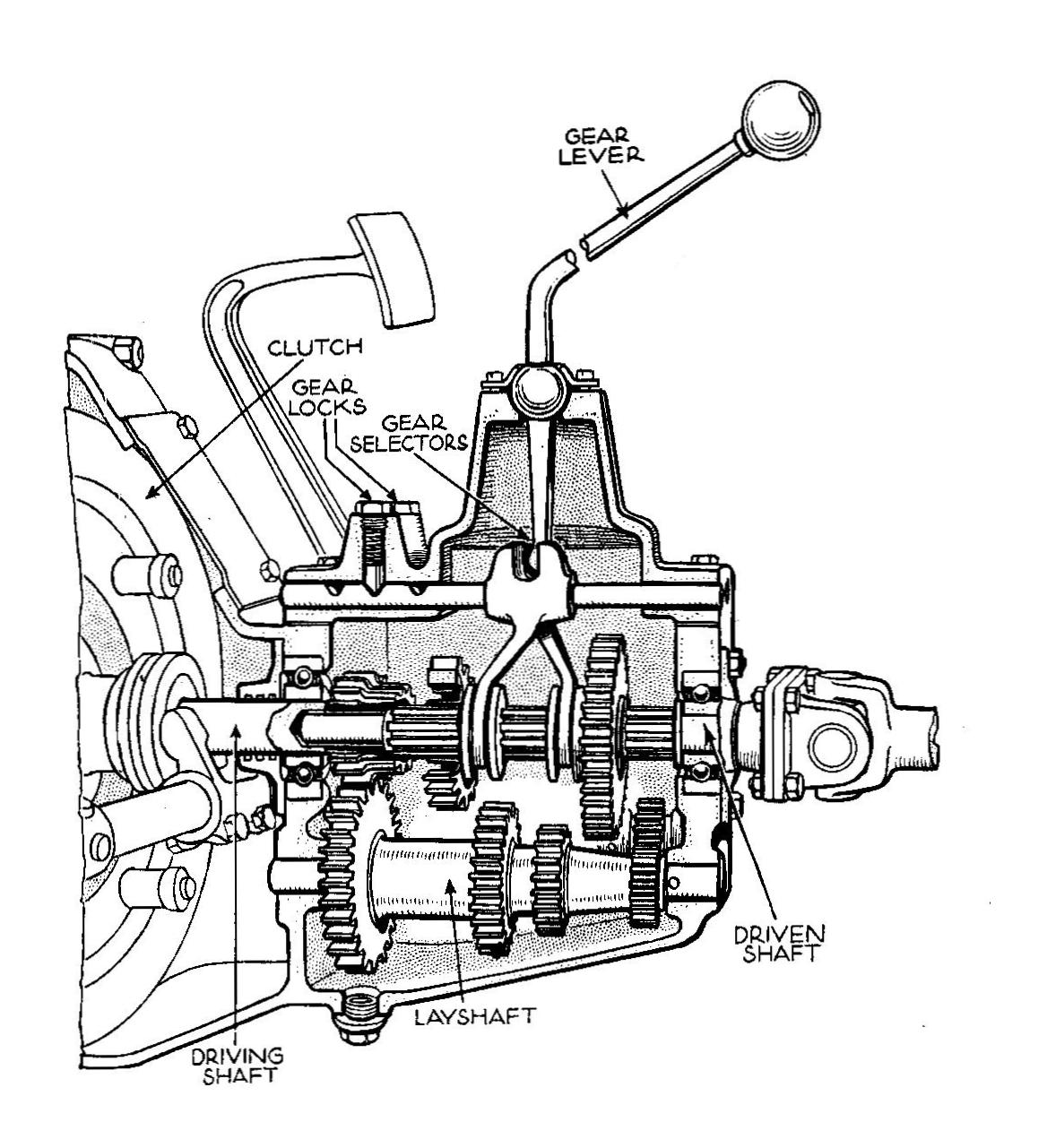
Dreigang-Schieberadgetriebe mit direktem Gang. Die Vorgelegewelle liegt unter der Hauptwelle, im direkten Gang läuft sie leer mit.

1. eine zusätzliche Übersetzungsstufe an einem Schaltgetriebe, wie es z. B. in Fahrzeugen und Werkzeugmaschinen verwendet wird.
In der Regel wird damit die Drehzahl der angetriebenen Welle verkleinert (Werkzeugmaschinen) bzw.  das zur Verfügung stehende Drehmoment erhöht (Fahrzeuge). Diese Vorgelege sind meistens nicht unter Last, sondern nur bei stillstehenden Wellen schaltbar; bei Werkzeugmaschinen sind sie meistens gar nicht schaltbar, stattdessen werden Zahnräder von Hand ausgetauscht, so z. B. bei Drehmaschinen zum Gewindeschneiden mit stark verminderter Drehzahl der Spindel.[1]
2. ein an Lastwagen und manchen Geländewagen direkt vor den Rädern zusätzlich eingebautes, nicht schaltbares und ins Langsame übersetzendes Getriebe (Umlaufrädergetriebe als Radnabengetriebe, einstufiges Stirnradgetriebe bei Portalachse).
3. bei Elektro- und Diesellokomotiven nicht die Bezeichnung eines besonderen Getriebes oder eines Zusatzes dazu, sondern generell die Bezeichnung des zwischen Motor und Treibrädern verwendeten, meist einstufigen Zahnradgetriebes. Die Ausgangswelle des Getriebes wird hier Vorgelegewelle genannt.[2]